# Wesleyan College

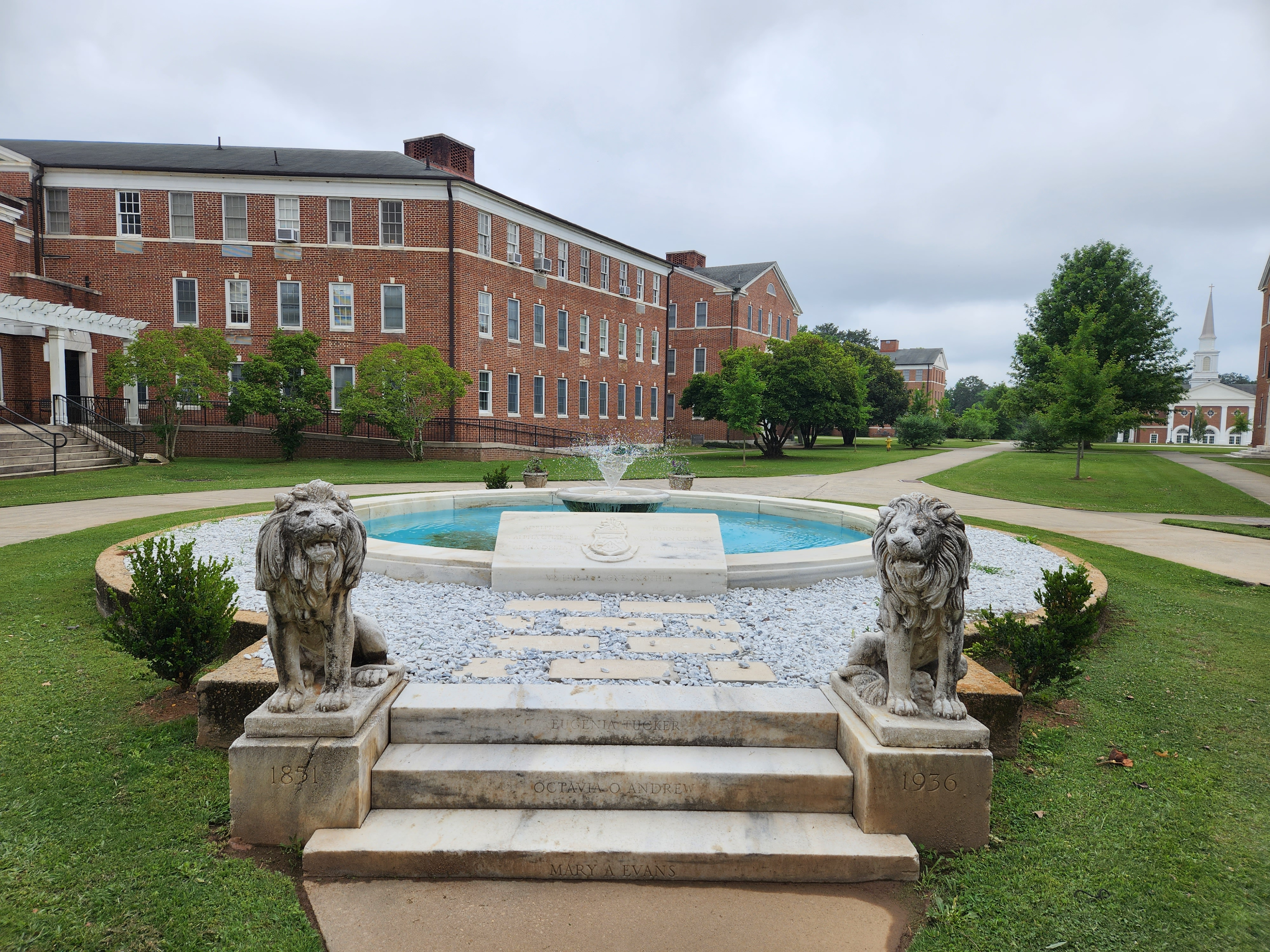
Wesleyan College

Das Wesleyan College, auch bekannt als Wesleyan Female College, ist ein privates Liberal Arts College für Frauen in Macon (Georgia). Es wurde am 23. Dezember 1836 gegründet und am 7. Januar 1839 eröffnet. Am 2. April 2004 wurde der Campus in das National Register of Historic Places aufgenommen.

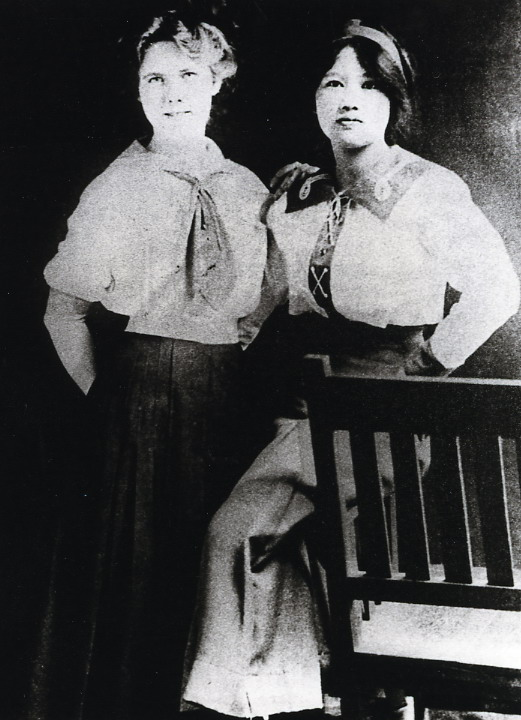
Song Qingling und Alexandra Mann, Wesleyan College (1912)

Es ist ein kleines Liberal Arts College mit weniger als 1000 Studentinnen. In der Ausgabe 2021 des U.S. News & World Report rangiert es in der Besten-Liste der National Liberal Arts Colleges auf Platz 149.